# Sint-Michaëlkerk (Berlijn)
De Sint-Michaëlkerk (Duits: Sankt-Michael-Kirche) behoort samen met de Sint-Hedwigskathedraal tot de oudste katholieke kerken van Berlijn. Theodor Fontane betitelde de kerk in zijn Wanderungen durch die Mark Brandenburg als de mooiste kerk van Berlijn. Tijdens de Tweede Wereldoorlog werd de kerk deels verwoest en vervolgens weer opgebouwd. Het godshuis staat in het centrum van Berlijn tussen de stadsdelen Berlin-Mitte en Kreuzberg.

## Geschiedenis
Om de Sint-Hedwigskathedraal te ontlasten gaf koning Frederik Willem IV in de jaren 40 van de 19e eeuw toestemming voor het bouwen van een tweede katholieke kerk in Berlijn. De kerk zou in eerste instantie een garnizoenskerk worden. De architect, Johann August Karl Soller, ontwierp een neogotische kerk met een dubbel torenfront. Hij kwam echter terug op zijn plannen en onder invloed van de koning en de toenmalige architectonische voorkeuren besloot hij tot een koepelbouw met een hoge tamboer. De architect van de nieuwe kerk heeft zelf de voltooiing van de nieuwe Michaëlkerk niet meer mee mogen maken en stierf drie jaar eerder. Hij werd in de door hem ontworpen kerk bijgezet. Na de dood van de architect maakten andere architecten het werk af. De totale kosten van de kerk bedroegen 438.000 Mark.
Het was ook de koning die de Michaelstraße (tegenwoordig: Michaelkirchstraße) naar de aartsengel Michaël benoemde. Dit bracht de bouwcommissie van de nieuwe kerk tot het besluit de nieuwe kerk het patrocinium van de aartsengel te verlenen.
Na de wijding van de kerk in 1861 werd een militaire kerkgemeente voor 3.000 katholieke soldaten gesticht. Twee jaar later werd daar een burgerlijke gemeente aan toegevoegd. Het aantal katholieke burgers bleef voortdurend groeien en in 1877 ging het bezit van de kerk volledig over op de burgers. In 1888 werd de kerkgemeente tot parochie verheven. Met het bebouwen van het omringende gebied van de Michaëlkerk, dat tot 1851 grotendeels nog heidelandschap was, bleef het aantal parochianen ook toenemen. Binnen enkele decennia verdriedubbelde het aantal parochianen, die zich michaëlieten noemden, tot rond 20.000 tijdens de eeuwwisseling.
In de jaren '20 waren er plannen om van het Engelbecken een openlucht zwembad te maken. Het Engelbecken was een overgebleven waterpartij na de demping van het Luisenstädtischer Kanaal, dat de Spree met het Landwehrkanaal verbond. Dit Engelbecken lag pal voor de deur van de Michaëlkerk en het plan leidde dan ook tot grote teleurstelling van de Berlijnse katholieken, die met het zwemplezier voor hun kerkdeuren grote overlast vreesden. De Deutsche Zentrumspartei nam het voor de katholieken op en wist het plan in de Pruisische Landdag af te schieten. Het Engelbecken werd daarna in een vijver met groenvoorziening veranderd.

## Vernietiging en herbouw
In het laatste oorlogsjaar van de Tweede Wereldoorlog, op 3 februari 1945, werd Luisenstadt door geallieerde bommen bijna volledig van de kaart geveegd. De Michaëlkerk leed zware schade door brandbommen waarbij ook het orgel werd vernietigd, een van de grootste en mooiste orgels van Berlijn. Ook het interieur werd grotendeels te gronde gericht. De muren, koepel en de voorgevel bleven echter behouden. Na de oorlog werden de sacristie, apsis en het dwarsschip herbouwd, zodat er in 1953 weer Heilige Missen konden worden gevierd. Boven het altaar werd de inscriptie Wer ist wie Gott? (vertaling: Wie is als God?) aangebracht, de vertaling van de Hebreeuwse naam van de aartsengel. In 1957 kreeg de kerk drie nieuwe klokken en in 1960 werd na de bouw van een galerij een nieuw orgel ingewijd.

## De scheiding van de parochie
Met de bouw van de muur in 1961 werd de parochie verscheurd tussen "oostmichaëlieten" en "westmichaëlieten". De West-Berlijnse michaëlieten kregen een eigen Michaëlkerk in de Waldemarstraße, direct aan de nieuw getrokken grens. In die tijd hoopte men dat na een mogelijk snelle hereniging de nieuwe kerkruimte als parochiezaal zou kunnen dienen. Het 100-jarig jubileum van de kerkwijding in 1961 werd gescheiden gevierd. De scheiding van de parochie droeg bij aan een aparte ontwikkeling van de westelijke en oostelijke Michaëlparochie. De westmichaëlieten richtten zich sterk op jonge christenen en maatschappelijke taken, terwijl de oostmichaëlieten traditioneler bleven en het accent legden op de zielszorg. Na de hereniging bleven de michaëlieten dan ook van elkaar gescheiden. Tegenwoordig horen de oostmichaëlieten bij de Domgemeinde Sankt Hedwig. De westmichaëlieten vallen onder de Sankt Marien-liebfrauen.
Sinds 1978 valt de Sint-Michaël kerk onder monumentenzorg.

## Afbeeldingen

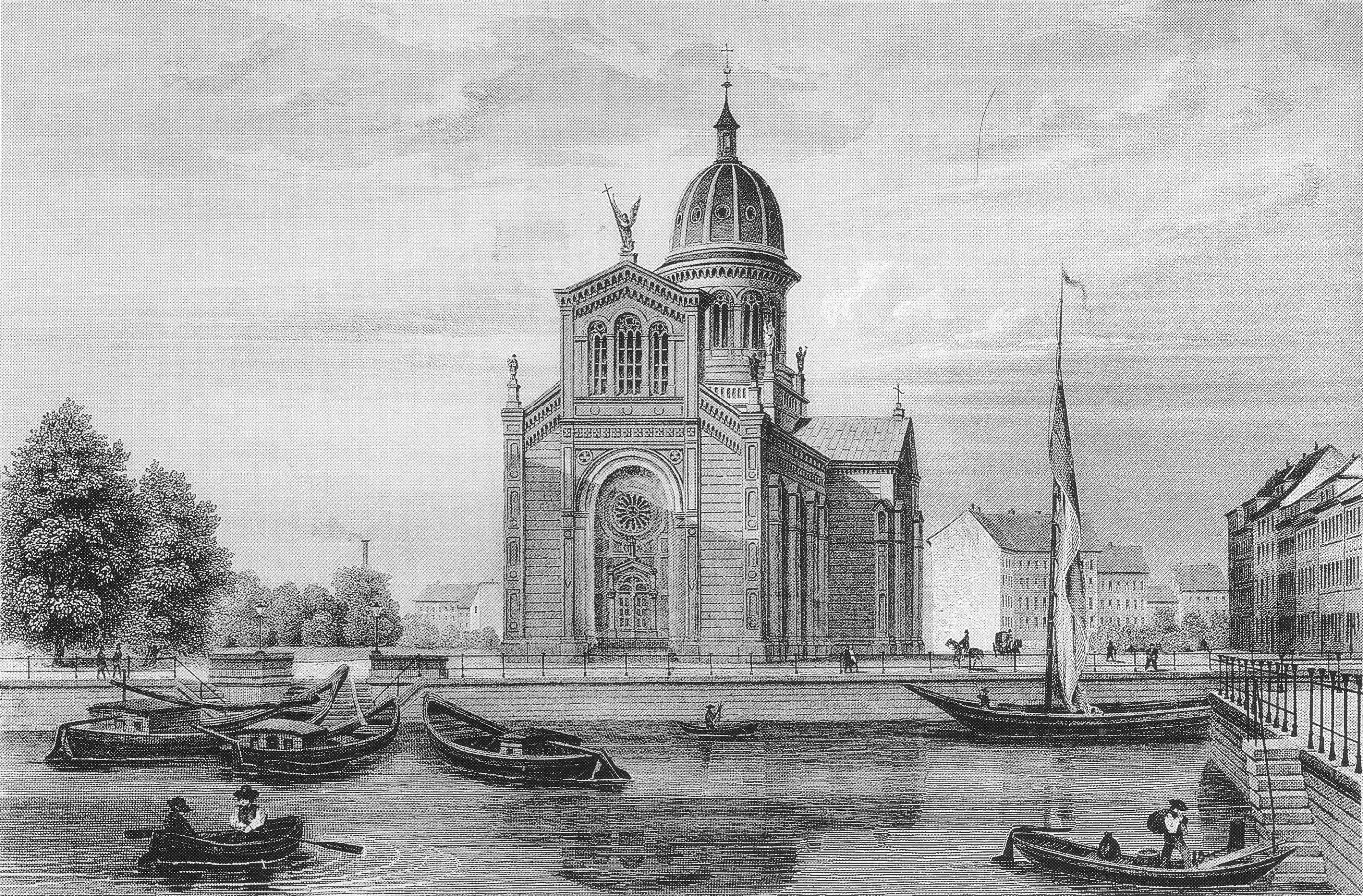
Michaëlkerk en het Engelbecken van het Luisenstädtischer Kanaal op een staalgravure 1850
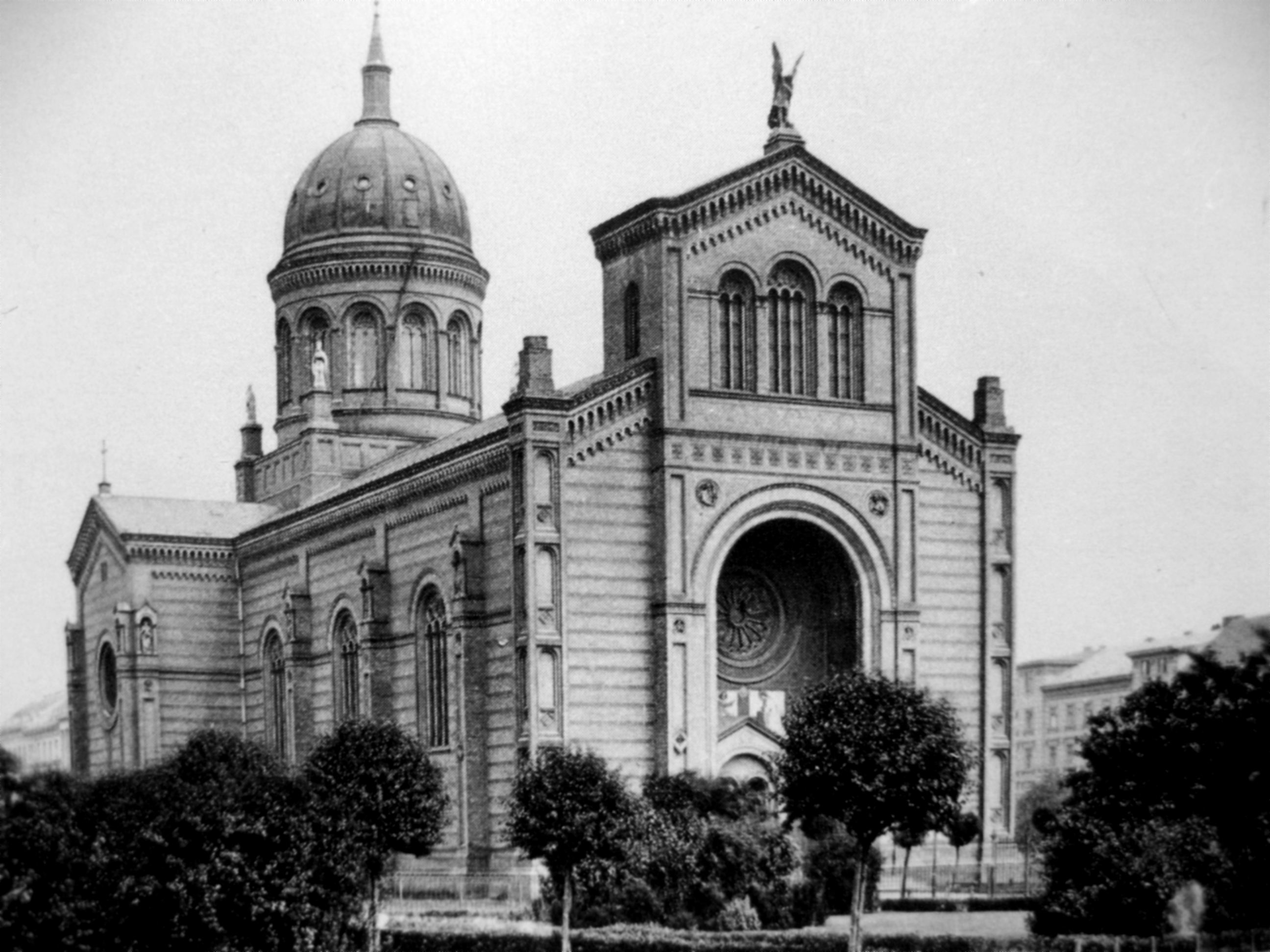
De kerk in 1880
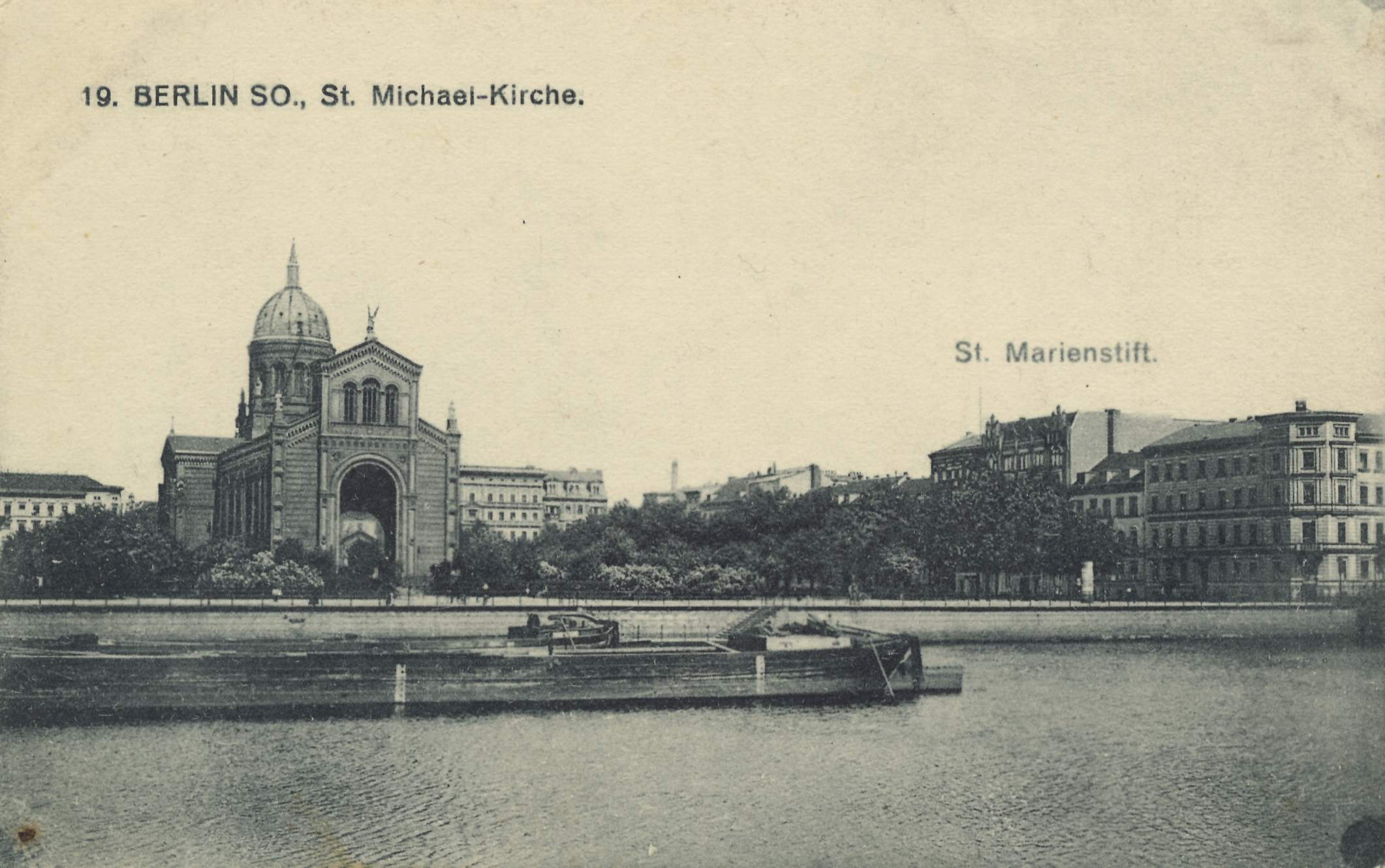
De kerk met het gedempte Luisenstädtischer Kanaal
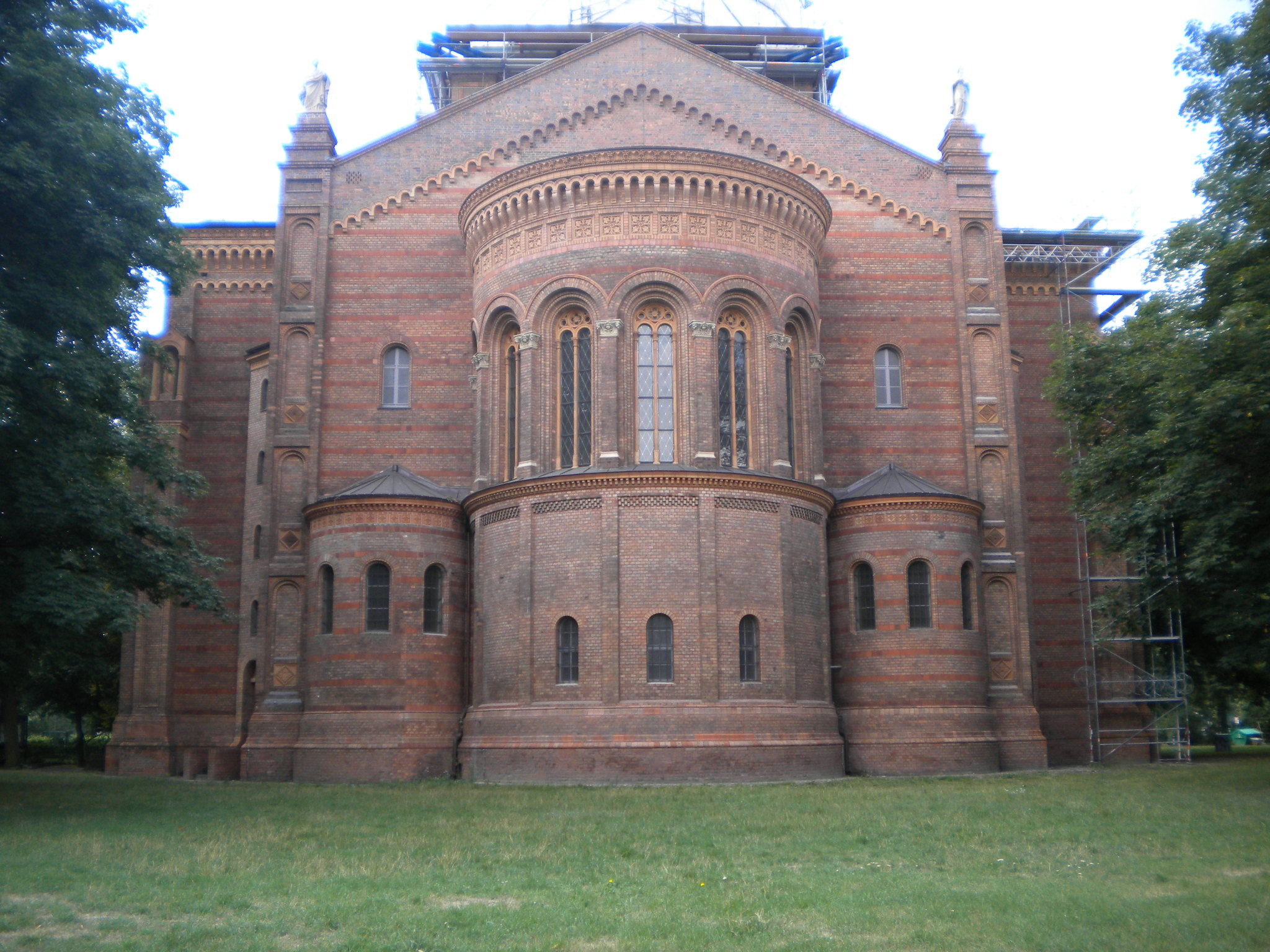
Apsis
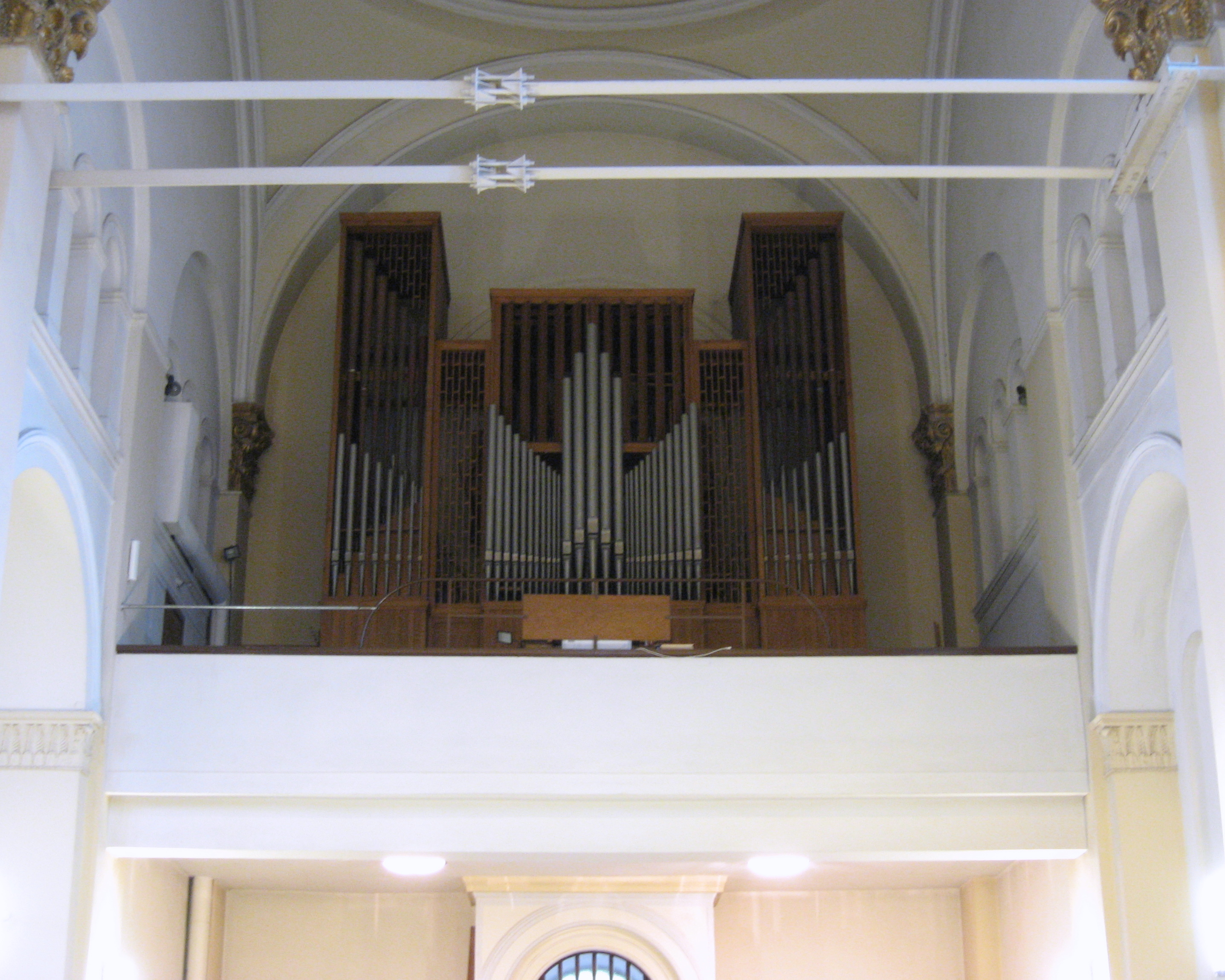
Orgel